# 新潟県立出雲崎高等学校
新潟県立出雲崎高等学校（にいがたけんりつ いずもざきこうとうがっこう、英: Niigata Prefectural Izumozaki High School）は、新潟県三島郡出雲崎町大字大門にある県立高等学校。

## 概要
本校の起源は1948年（昭和23年）の三島郡西越村立西越高等学校開校に遡る。
現在の形態となったのは2002年（平成14年）度からで、全日制から定時制への移行にあたり校名を変更した。

## 設置課程
- 普通科（定時制）

## 沿革
（公式HPに準拠）

### 西越高等学校
- 1948年（昭和23年）
  - 5月25日 - 新潟県教育委員会より三島郡西越村立「新潟県西越高等学校」設立許可。
  - 6月1日 - 開校式（定時制普通科昼間授業実施）。
- 1949年（昭和24年）10月10日 - 西越中学校（旧校舎）竣工。
- 1951年（昭和26年）
  - 1月10日 - 全日制課程設置決定。
  - 2月20日 - 学区制定。
- 1952年（昭和27年）4月1日 - 県立移管により新潟県立西越高等学校と改称、隣接する西越中学校校舎校地を本校へ移管。
- 1954年（昭和29年）
  - 1月30日 - 校歌制定。
  - 3月30日 - 特別教室増築工事、電気・水道・ガス施設工事完了。
  - 9月18日 - 生徒便所改築工事完了。
- 1955年（昭和30年）3月8日 - 定時制課程募集停止。
- 1956年（昭和31年）11月20日 - 新潟県立柏崎高等学校、新潟県立柏崎常盤高等学校との共通学校に本校が加えられる。
- 1957年（昭和32年）
  - 2月11日 - 全日制課程募集に改定。
  - 3月31日 - 地滑りによる危険校舎（特別教室）移築工事完了。
  - 10月4日 - 防火用水池改造工事完了。
- 1959年（昭和34年）
  - 3月27日 - 燕市本校学区に編入。
  - 9月8日 - グラウンド造成工事完了。
  - 10月10日 - グラウンド竣工記念式典挙行、校旗樹立。
- 1960年（昭和35年）12月20日 - 図書館完工・図書館竣工式典挙行。
- 1961年（昭和36年）
  - 5月14日 - 故高橋金次郎初代校長胸像除幕式。
  - 8月5日 - 集中豪雨のため2教室廊下等及び生徒便所大破、ほか校地に大被害。
- 1963年（昭和38年）3月2日 - 8.5並びに8.20集中豪雨による復旧工事完了。
- 1964年（昭和39年）
  - 6月16日 - 新潟地震により校地・校舎に被害発生。
  - 7月7日 - 豪雨のため校地一部損壊 。
  - 9月10日 - 新体育館・付属便所・廊下工事完了。
- 1965年（昭和40年）
  - 1月22日 - 新潟地震による復旧工事完了。
  - 2月20日 - 新体育館によるステージ工事完了。
  - 2月26日 - 新体育館竣工記念式典挙行。
  - 3月12日 - 防火用水池補修工事完了。
  - 3月30日 - 7.7豪雨水害による復旧工事完了。
- 1966年（昭和41年）12月7日 - 高圧受電設備工事完了。
- 1967年（昭和42年）
  - 8月28日 - 集中豪雨のための校地及び施設損壊。
  - 11月30日 - 2教室完工並びに用務員室棟改修工事完了。
  - 12月16日 - 融雪被害によりグラウンド西側斜面崩壊。
- 1968年（昭和43年）
  - 6月20日 - グラウンド改修工事完了。
  - 7月20日 - 創立20周年記念事業「飛香里ヶ丘心耕会館」竣工式。
- 1969年（昭和44年）8月31日 - LL 教室竣工。
- 1970年（昭和45年）2月18日 - 格技場「練成館」竣工。
- 1972年（昭和47年）12月1日 - グラウンド北斜面土砂崩壊。
- 1973年（昭和48年）12月31日 - 地滑り災害により校舎本館倒壊。
- 1975年（昭和50年）
  - 2月4日 - 永久校舎建築地鎮祭。
  - 12月6日 - 永久校舎（管理・普通・特別教室棟）建築工事完了、木造の旧校舎より移転する。
- 1976年（昭和51年）
  - 3月31日 - 旧校舎取り壊し作業完了。
  - 8月14日 - 集中豪雨のためグラウンド西斜面土砂崩壊 。
  - 8月25日 - テニスコート落成。
- 1977年（昭和52年）
  - 3月31日 - 本館東斜面土留第1期工事完了。
  - 12月5日 - 本館東斜面土留第2期工事完了。
  - 12月10日 - 陶芸小屋新築。
- 1978年（昭和53年）
  - 6月26日 - 梅雨前線豪雨によりグラウンド県道側斜面・テニスコート脇斜面土砂崩壊。
  - 11月2日 - 新校舎（普通教室棟）竣工。
  - 11月20日 - 部室3室1棟平屋ブロック建完成。
- 1981年（昭和56年）3月31日 - 本館東斜面土留第3期工事完了。
- 1982年（昭和57年）
  - 1月26日 - 部室3室1棟平屋ブロックコンクリート建竣工。
  - 3月9日 - 新校舎（鉄筋3階コンクリートスラブアスファルト防水）・渡り廊下コンクリートスクラブアスファルト防水竣工。
  - 3月31日 - 旧図書館・生徒会室等取り壊し作業完了。
- 1984年（昭和59年）
  - 4月9日 - 列車ダイヤ改正に伴い校時表を改正。
  - 5月7日 - 旧体育館取り壊し。
- 1985年（昭和60年）
  - 3月15日 - 体育館・渡り廊下建築工事完了。
  - 4月6日 - 第1体育館（旧体育館）及び第2体育館（新体育館）に名称変更。
  - 5月11日 - 第1体育館竣工式典挙行。
- 1990年（平成2年）12月19日 - コンピューター24台設置。
- 1991年（平成3年）10月31日 - 第2体育館大改修工事完了。
- 1992年（平成4年）10月31日 - 格技場大改修工事完了。
- 1993年（平成5年）8月31日 - グラウンド改修工事完了。
- 1994年（平成6年）
  - 1月15日 - 家庭総合実習室工事完了。
  - 4月1日 - 制服ブレザー型・ジャケット型に改定（学年進行）。
- 1996年（平成8年）9月29日 - 校舎・校長校舎公共下水道直結工事完了。
- 1998年（平成10年）9月10日 - テニスコート大規模改修工事完了。

### 出雲崎高等学校
- 2002年（平成14年）4月1日 - 単位制（定時制）高校に改組し、新潟県立出雲崎高等学校と改称。定時制への移行のため制服自由化に改定（年次進行）。
- 2004年（平成16年）
  - 7月13日 - 豪雨災害のため第1体育館裏山斜面・格技場裏土砂崩壊。
  - 10月23日 - 中越大震災により校舎に亀裂、心耕会館破損。
- 2005年（平成17年）
  - 3月9日 - 第1体育館裏山斜面土留工事完成。
  - 3月16日 - 心耕会館補修工事完成。
- 2007年（平成19年）7月16日 - 中越沖地震により校舎・テニスコート他に亀裂、心耕会館破損。
- 2008年（平成20年）
  - 3月26日 - 災害復旧工事完了。
  - 4月 - 文部科学省委託事業「高等学校における発達障がいモデル事業」（2008年 - 2009年度の2年間）。
- 2009年（平成21年）12月23日 - 校舎東側斜面で地滑り発生。
- 2010年（平成22年）5月14日 - 地滑り復旧工事により心耕会館解体・撤去。
- 2011年（平成23年）3月22日 - 地滑り災害復旧工事完了。
- 2015年（平成27年）11月6日 - 管理普通特別教室棟改修・補強建築工事完了。
- 2016年（平成28年）11月21日 - 特別教室棟改修・補強工事（建築・設備・電気）完了。
- 2020年（令和2年）3月6日 - 第2体育館補強建築工事完了。

## 部活動
- 運動部 - 卓球、バスケットボール、剣道、バレーボール、陸上競技
- 文化部 - 器楽、美術、ボランティア

## 校歌
作詞：谷鼎、作曲：信時潔

## 所在地
〒949-4352 新潟県三島郡出雲崎町大字大門71番地

## アクセス
- JR越後線出雲崎駅 徒歩5分
- 越後交通「出雲崎駅前」停留所 徒歩5分